# Yulia Kamelia Kasim
Yulia Kamelia Kasim (en ruso, Юлия Камелия Касым, en ucraniano, Юлія Камелія Касим; nacida en 2001) es una cantante malaya.
Yulia nació en Puchong, Selangor  en una familia mixta rusa y ucraniana en 2001. Fue una de las participantes en la cuarta temporada de I Can See Your Voice Malaysia porque su voz era como la de la fallecida Saloma, quien también era conocida como la esposa del difunto P. Ramlee. Actualmente estudia en Colegio Universitario Mara PolyTech (KUPTM).

## Discografía

### Único
- Bunga Raya (2020)
- Lebaran Yang Hiba (2021)
- Cinta Buat Dara (2022)
- Luka (2022)